# 레일락 시가 FC
레이락 시가 FC(일본어: レイラック滋賀FC, Reilac Shiga FC)는 시가현 히코네시, 구사쓰시, 히가시오미시를 중심으로 시가현 전역을 연고로 하는 일본의 축구 클럽으로 현재 일본 풋볼 리그에 참여하고 있으며 히가시오미시의 누노비키 그린 스타디움을 홈 그라운드로 사용하고 있다.

## 역사
2005년 사가와 익스프레스 SC 교토의 후신으로 창단한 뒤 창단 당시 구단명은 FC Mi-O 비와코였으며 2007년 JFL로의 승격을 목표로 삼은 이후 구단명을 MIO 비와코 구사쓰로 변경했다.
그리고 2007년 지역 리그 결승 대회에서 3위를 차지한 뒤 창단 첫 JFL 승격에 성공했고 그 후 2012년 구단의 팬층을 범위를 시가현으로 확장하기 위해 구단명을 MIO 비와코 사가로 변경했으며 2023 시즌을 앞두고 구단명을 레일락 시가 FC로 변경했다.

## 선수 명단

### 현역
참고: FIFA 자격 규정에 따라 소속된 국가대표팀 국기를 표시합니다. 선수는 복수의 FIFA 비회원국 국적을 가지고 있을 수 있습니다.
| 번호 | 포지션 | 국적 | 이름          |
| ---- | ------ | ---- | ------------- |
| 2    | DF     |      | 히라이 슌스케 |

| 번호 | 포지션 | 국적 | 이름      |
| ---- | ------ | ---- | --------- |
| 50   | DF     |      | 히라오 소 |

## 역대 감독
| 감독          | 임기        |
| ------------- | ----------- |
| 기쿠치 도시미 | 2023 ~ 2024 |
| 카쿠다 마코토 | 2024 ~      |